# Municipio de Roaring Brook
El municipio de Roaring Brook (en inglés: Roaring Brook Township) es un municipio ubicado en el condado de Lackawanna en el estado estadounidense de Pensilvania. En el año 2000 tenía una población de 1.637 habitantes y una densidad poblacional de 29.2 personas por km².

## Geografía
El municipio de Roaring Brook se encuentra ubicado en las coordenadas 41°21′00″N 75°34′59″O / 41.35000, -75.58306.

## Demografía
Según la Oficina del Censo en 2000 los ingresos medios por hogar en la localidad eran de $52,109 y los ingresos medios por familia eran de $63,611. Los hombres tenían unos ingresos medios de $45,682 frente a los $29,792 para las mujeres. La renta per cápita de la localidad era de $26,773. Alrededor del 3,1% de la población estaba por debajo del umbral de pobreza.